# OMX Stockholm 30
OMX Stockholm 30 — ключовий фондовий індекс Швеції. Включає в себе 30 найбільших за капіталізацією компаній, чиї акції торгуються на Стокгольмській фондовій біржі. Це зважений за капіталізацією індекс 30 найбільш торгованих акцій на Стокгольмській фондовій біржі Nasdaq. Індекс розраховується з 30 вересня 1986 року з базовим значенням 125.

## Компоненти індексу
В індекс входять такі компанії (станом на 1 липня 2009 року):
| Компанія              | Галузь                                     | Код      | Вага в індексі (%) |
| --------------------- | ------------------------------------------ | -------- | ------------------ |
| ABB                   | машинобудування                            | ABB      | 2.97               |
| Alfa Laval            | машинобудування                            | ALFA     | 1.56               |
| Assa Abloy            | виробництво замків, автоматичних дверей    | ASSA B   | 1.87               |
| AstraZeneca           | фармацевтика                               | AZN      | 4.54               |
| Atlas Copco (class A) | машинобудування                            | ATCO A   | 3.26               |
| Atlas Copco (class B) | машинобудування                            | ATCO B   | 1.37               |
| Boliden               | гірничо-металургійна                       | BOL      | 0.80               |
| Electrolux            | виробництво побутової техніки              | ELUX B   | 1.62               |
| Ericsson              | виробництво телекомунікаційного обладнання | ERIC B   | 11.45              |
| Getinge               | охорона здоров'я                           | GETI B   | 1.14               |
| Hennes & Mauritz      | роздрібна торгівля                         | HM B     | 14.13              |
| Investor              | багатопрофільна компанія                   | INVE B   | 2.72               |
| Lundin Petroleum      | нафтова та газова промисловість            | LUPE     | 0.95               |
| Modern Times Group    | медіа                                      | MTG B    | 0.56               |
| Nokia                 | виробництво телекомунікаційного обладнання | NOKI SEK | 0.26               |
| Nordea                | банківська справа                          | NDA SEK  | 12.39              |
| Sandvik               | машинобудування                            | SAND     | 3.41               |
| SCA                   | целлюлозно-паперова промисловість          | SCA B    | 2.44               |
| Scania                | машинобудування                            | SCV B    | 1.54               |
| SEB                   | банківська справа                          | SEB A}   | 3.70               |
| Securitas             | послуги                                    | SECU B   | 1.14               |
| Skanska               | будівництво                                | SKA B    | 1.73               |
| SKF                   | машинобудування                            | SKF B    | 1.95               |
| SSAB                  | металургія                                 | SSAB A   | 1.09               |
| Svenska Handelsbanken | банківська справа                          | SHB A    | 4.48               |
| Swedbank              | банківська справа                          | SWED A   | 1.16               |
| Swedish Match         | тютюнова промисловість                     | SWMA     | 1.58               |
| Tele2                 | телекомунікації                            | TEL2 B   | 1.57               |
| TeliaSonera           | телекомунікації                            | TLSN     | 9.14               |
| Volvo Group           | машинобудування                            | VOLV B   | 3.47               |